# FIRST*MODE
『FIRST*MODE』（ファースト・モード）は、日本の声優ユニット・Rhodanthe*による1枚目のスタジオ・アルバム。2015年9月2日にフライングドッグより発売された。

## 概要
テレビアニメ「きんいろモザイク」の主要キャラクター演じる声優で結成された声優ユニット・Rhodanthe*によるファースト・アルバム。
初回限定盤と通常盤の2形態で発売され、初回限定盤にはボーナスディスクを追加したCD2枚組。なお、ブックレットの「憧れパラダイス」の歌詞表記に誤りがあった為、希望者には修正済みブックレットの発送が行われた。
オリコン週間チャートで最高11位を獲得。

## 批評
CDジャーナルは『ハリウッド調のオープニングからカントリーや小粋なスウィング、切ないバラードまで振り幅の広いナンバーを表情豊かに歌うユニゾン・ヴォーカルが圧巻。ソロ曲満載のボーナスCDでは各メンバーの魅力を存分に楽しめる。』と批評した。

## 収録内容
| #         | タイトル                         | 作詞      | 作曲         | 編曲      | 時間  |
| --------- | -------------------------------- | --------- | ------------ | --------- | ----- |
| 1.        | 「Your Voice」                   | 中塚武    | 中塚武       | 上杉洋史  | 4:10  |
| 2.        | 「Jumping!!」                    | yuiko     | Meis Clauson | 上杉洋史  | 4:05  |
| 3.        | 「シロツメクサの約束」           | 藤林聖子  | 中塚武       | 上杉洋史  | 4:05  |
| 4.        | 「きらめきいろサマーレインボー」 | yuiko     | 石原理酉     | 上杉洋史  | 4:15  |
| 5.        | 「さつきいろハルジオン」         | RUCCA     | 岡本武士     | 山口俊樹  | 3:30  |
| 6.        | 「さくらいろチェリッシュ」       | RUCCA     | 安斎高春     | 上杉洋史  | 3:03  |
| 7.        | 「ぎんいろスノウドロップ」       | RUCCA     | Ken-G        | 鴇沢直    | 4:08  |
| 8.        | 「My Best Friends」              | 中塚武    | 中塚武       | 上杉洋史  | 3:58  |
| 9.        | 「ほしいろサザンクロス」         | RUCCA     | 中塚武       | 上杉洋史  | 3:54  |
| 10.       | 「夢色パレード」                 | yuiko     | Meis Clauson | 上杉洋史  | 4:04  |
| 11.       | 「にじいろアンダンテ」           | RUCCA     | 古池孝浩     | 荒幡亮平  | 4:55  |
| 合計時間: | 合計時間:                        | 合計時間: | 合計時間:    | 合計時間: | 44:14 |

| #         | タイトル                                 | 作詞       | 作曲         | 編曲      | 歌唱                       | 時間  |
| --------- | ---------------------------------------- | ---------- | ------------ | --------- | -------------------------- | ----- |
| 1.        | 「憧れパラダイス」                       | yuiko      | 清竹真奈美   | 小山寿    | 西明日香 from Rhodanthe*   | 3:52  |
| 2.        | 「秘密のテレパシー」                     | yuiko      | 岡山修介     | 伊藤立    | 田中真奈美 from Rhodanthe* | 3:10  |
| 3.        | 「叶えてメリーゴーラウンド」             | yuiko      | 中野領太     | 成瀬裕介  | 種田梨沙 from Rhodanthe*   | 4:22  |
| 4.        | 「全開マジカルパワー」                   | yuiko      | 南田健吾     | 南田健吾  | 内山夕実 from Rhodanthe*   | 3:23  |
| 5.        | 「祭りデス☆クリスマス!!」                | 楠野功太郎 | 楠野功太郎   | 伊勢佳史  | 東山奈央 from Rhodanthe*   | 3:35  |
| 6.        | 「夢色パレード」(忍Ver.【TVサイズ】)     | yuiko      | Meis Clauson | 上杉洋史  | 西明日香 from Rhodanthe*   | 1:32  |
| 7.        | 「夢色パレード」(アリスVer.【TVサイズ】) | yuiko      | Meis Clauson | 上杉洋史  | 田中真奈美 from Rhodanthe* | 1:32  |
| 8.        | 「夢色パレード」(綾Ver.【TVサイズ】)     | yuiko      | Meis Clauson | 上杉洋史  | 種田梨沙 from Rhodanthe*   | 1:32  |
| 9.        | 「夢色パレード」(陽子Ver.【TVサイズ】)   | yuiko      | Meis Clauson | 上杉洋史  | 内山夕実 from Rhodanthe*   | 1:32  |
| 10.       | 「夢色パレード」(カレンVer.【TVサイズ】) | yuiko      | Meis Clauson | 上杉洋史  | 東山奈央 from Rhodanthe*   | 1:32  |
| 11.       | 「夢色パレード」(TVサイズ)               | yuiko      | Meis Clauson | 上杉洋史  | Rhodanthe*                 | 1:33  |
| 合計時間: | 合計時間:                                | 合計時間:  | 合計時間:    | 合計時間: | 合計時間:                  | 27:35 |

### 解説
1. Your Voice
  - 1stシングル表題曲。
  - テレビアニメ「きんいろモザイク」エンディングテーマ。
2. Jumping!!
  - 1stシングル表題曲。
  - テレビアニメ「きんいろモザイク」オープニングテーマ。
3. シロツメクサの約束
4. きらめきいろサマーレインボー
  - テレビアニメ「ハロー!!きんいろモザイク」第10話オープニングテーマ。
5. さつきいろハルジオン
6. さくらいろチェリッシュ
  - テレビアニメ「きんいろモザイク」第7話挿入歌。
7. ぎんいろスノウドロップ
  - テレビアニメ「きんいろモザイク」第7話挿入歌。
8. My Best Friends
  - 2ndシングル表題曲。
  - テレビアニメ「ハロー!!きんいろモザイク」エンディングテーマ。
9. ほしいろサザンクロス
10. 夢色パレード
  - 2ndシングル表題曲。
  - テレビアニメ「ハロー!!きんいろモザイク」オープニングテーマ。
11. にじいろアンダンテ

## 演奏
Disc 1
- 竹上良成：Sax (#1.2)
- 奥村晶：Trumpet (#1.2)
- 真部裕：Violin (#1.2)
- Rhodanthe*とゆかいな仲間たち：Hands Claps (#2)
- 上杉洋史：All Other Instruments (#1.2.3.9)
- 古川昌義：Guitars (#1.2.3.9)
- 荒幡亮平：All Other Instruments (#11)

Disc 2
- 秋山智美：Background Vocal (#1.2.3.5)
- 大山徹也：Bass (#1)
- 張替智広 (キンモクセイ、HALIFANIE)：Drums (#1)
- 小山寿：Programming & All Other Instruments (#1)
- 伊藤立：Programming & All Other Instruments (#2)
- 堀内大輔：Guitar (#3)
- 成瀬裕介：Programming & All Other Instruments (#3)
- 松原さらり：Background Vocal (#4)
- 南田健吾：Programming & All Other Instruments (#4)
- 伊勢佳史：Programming & All Other Instruments (#5)